# Гун Цяньюнь
Гун Цянью́нь (кит. упр. 龚倩云, пиньинь Gōng Qiànyún; род. 11 марта 1985, Лэчан, Гуандун) — китайская и сингапурская шахматистка, гроссмейстер (2018) среди женщин.
В составе мужской сборной Сингапура участница 41-й Олимпиады в Тромсё. В составе сборной Китая участница 6-го мужского командного чемпионата мира (2005) в Беэр-Шеве.

## Изменения рейтинга
| Графики недоступны из-за технических проблем. См. информацию на Фабрикаторе и на mediawiki.org. |